# Michael Polanyi

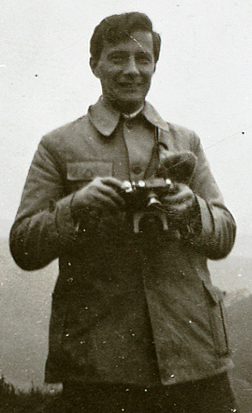
Michael Polanyi in 1933.

Michael Polanyi (Boedapest, 11 maart 1891 – Northampton, 22 februari 1976) was een  Hongaars-Brits-joodse wetenschapper die zich vooral bezighield met fysische chemie en filosofie. Met zijn ideeën over impliciete kennis (ook wel "stilzwijgende kennis"), gaf hij een belangrijke bijdrage aan de kennis-en wetenschapsleer, en ook aan de wijsgerige antropologie. 
Michael Polanyi is de broer van Karl Polanyi, een bekend econoom. Tevens is hij de vader van John Polanyi, die in 1986 de Nobelprijs voor de Scheikunde ontving.

## Belangrijke werken

### Boeken
- Polanyi, M. (1946), Science, Faith and Society
- Polanyi, M. (1951), The Logic of Liberty
- Polanyi, M. (1958), Personal Knowledge
- Polanyi, M. (1959), The Study of Man
- Polanyi, M. (1964), Personal Knowledge: Towards a Post-Critical Philosophy
- Polanyi, M. (1966), The Tacit Dimension
- Polanyi, M. & Prosch, H. (1975), Meaning
- Polanyi, M. (1969), Knowing and Being

### Artikelen en essays
- Polanyi, M. (1965), "The Structure of Consciousness", Brain, vol. 88, part IV, pp. 799–810.
- Polanyi, M. (1966), "The Creative Imagination", Chemical Engineering News, vol. 44, no. 17.

- Bibsys: 90097425
- Biblioteca Nacional de España: XX956433
- Bibliothèque nationale de France: cb12021728d (data)
- Catàleg d'autoritats de noms i títols de Catalunya: 981061137564706706
- CiNii: DA00211571
- Gemeinsame Normdatei: 118741349
- International Standard Name Identifier: 0000 0001 2282 0235
- Library of Congress Control Number: n50020446
- Nationale Bibliotheek van Letland: 000002579
- Mathematics Genealogy Project: 79750
- Bibliotheek van het Japanse parlement: 00453026
- Nationale Bibliotheek van Tsjechië: jx20070711016
- Nationale bibliotheek van Australië: 35247151
- Nationale Bibliotheek van Israël: 987007302205805171
- Nationale Bibliotheek van Polen: a0000001207019
- Nederlandse Thesaurus van Auteursnamen: 068223552
- Réseau des bibliothèques de Suisse occidentale: 02-A003702161
- Istituto Centrale per il Catalogo Unico: CFIV112223
- LIBRIS: 249776
- SNAC: w6bz6dd6
- Système universitaire de documentation: 028367391
- Trove: 880932
- Virtual International Authority File: 76329237
- WorldCat: E39PBJxxkyMdg7tyWBMXVcctrq